# Agelasta nigromaculata
Agelasta nigromaculata es una especie de escarabajo longicornio del género Agelasta, categorizada en la tribu Mesosini, de la subfamilia Lamiinae. Fue descrita por Gahan en 1894.

## Descripción
Mide 16-18 mm de longitud.

## Distribución
Se distribuye por Asia: China, Indonesia, Malasia y Birmania.